# Al-Hatahita
Al-Hatahita – miejscowość w Egipcie, w muhafazie Al-Minja, w dystrykcie Samalut. W 2006 roku liczyła 6546 mieszkańców.